# エドワード・アンドリュース
エドワード・アンドリュース（Edward Andrews,  1914年10月9日 - 1984年3月8日）は、アメリカ合衆国の俳優である。

## 来歴
1914年、ジョージア州のグリフィンに生まれる。その後、ペンシルベニア州とオハイオ州で育った。バージニア州のバージニア大学へ進学し、1935年に舞台で俳優活動を開始。同年にブロードウェイ舞台デビューも果たした。1936年には、短編映画などへ出演し始めて1949年にテレビシリーズを経て商業デビュー。1950年代から映画を始め、テレビドラマでキャリアを積んでいった。60年代から70年代にコンスタントに出演作を増やしており、1970年には日本から深作欣二や田村高廣、山村聰らが参加した戦争映画『トラ・トラ・トラ!』へも出演している。1984年にジョー・ダンテが監督した『グレムリン』が最後の出演作品となった。同作品では出番は少ないがザック・ギャリガン演じる主人公のビリーが務める銀行の副頭取を演じている。

### 死去
1984年、カリフォルニア州のサンタモニカで心臓発作のため死去。69歳だった。

## 出演作品

### 映画
- 無警察地帯 The Phenix City Story (1955)
- 殴られる男 The Harder They Fall (1956)
- お茶と同情 Tea and Sympathy (1956)
- テーブル・ロックの決闘 Tension at Table Rock (1956)
- 友情ある説得 Friendly Persuasion (1956) ※ノークレジット
- 狙われた女 The Unguarded Moment (1956)
- 長く熱い夜 Hot Summer Night (1957)
- 荒野の追跡 Trooper Hook (1957)
- 荒野の悪魔 The Fiend Who Walked the West (1958)
- エルマー・ガントリー/魅せられた男 Elmer Gantry (1960)
- うっかり博士の大発明 フラバァ The Absent Minded Professor (1961)
- 明日なき十代 The Young Savages (1961)
- 金魚鉢の中の恋 Love in a Goldfish Bowl (1961)
- 若き医師たち The Young Doctors (1961)
- 野望の系列 Advise & Consent (1962)
- 40ポンドのトラブル 40 Pounds of Trouble (1962)
- フラバァ・デラックス Son of Flubber (1963)
- テキサス保安官 The Man from Galveston (1963)
- 霧の中の虎 A Tiger Walks (1964)
- ちょっとご主人貸して Good Neighbor Sam (1964)
- 彼氏はトップレディ Kisses for My President (1964)
- 若き日の恋 Youngblood Hawke (1964)
- Mr.ライオン Fluffy (1965)
- マーメイド作戦 The Glass Bottom Boat (1966)
- 空中スパイ野郎 Birds Do It (1966)
- トラブル・ウィズ・ガールズ The Trouble with Girls (1969)
- トラ・トラ・トラ! Tora! Tora! Tora! (1970)
- 殺しを呼ぶ情事 Travis Logan, D.A. (1971) ※テレビ映画
- あひる大旋風 The Million Dollar Duck (1971)
- エディ Eddie (1971) ※テレビ映画
- そら見えたぞ、見えないぞ! Now You See Him, Now You Don't (1972)
- お熱い夜をあなたに Avanti! (1972)
- ザ・シニア セックス大学の青春 The Seniors (1978)
- すてきな片想い Sixteen Candles (1984)
- グレムリン Gremlin (1984)

### テレビシリーズ
- Hands of Murder (1949, 1950, 1951)
- スタジオ・ワン Studio One (1949 - 1958)
- クラフト・テレビジョン・シアター Kraft Television Theatre (1955)
- シャイアン Cheyenne (1955)
- アルコア・アワー The Alcoa Hour (1957)
- プレイハウス90 Playhouse 90 (1958)
- エラリー・クイーンのさらなる冒険 The Further Adventures of Ellery Queen (1959)
- 南海の冒険 Adventures in Paradise (1959)
- ミステリーゾーン Twilight Zone (1960, 1964)
- アンタッチャブル The Untouchables (1960)
- ルート66 Route 66 (1961)
- ドクター・キルデア Dr. Kildare (1961)
- 特捜官ニック・ケイン Cain's Hundred (1961)
- フォロー・ザ・サン Follow the Sun (1961)
- ジェネラル・エレクトリック・シアター General Electric Theater (1961, 1962)
- ローハイド Rawhide (1961, 1962)
- 裸の町 Naked City (1962)
- ニュー・ブリード The New Breed (1962)
- マッコイじいさん The Real McCoys (1962)
- サーカス西部を行く Frontier Circus (1962)
- アルコア・プレミア Alcoa Premiere (1962)
- イレブンス・アワー The Eleventh Hour (1962)
- セインツ&シナーズ Saints and Sinners (1962)
- ベン・ケーシー Ben Casey (1962)
- ボナンザ Bonanza (1963, 1971)
- ミスター・ノバック Mr. Novak (1964)
- アルフレッド・ヒッチコック・アワー The Alfred Hitchcock Hour (1964)
- ガンスモーク Gunsmoke (1965)
- FBIアメリカ連邦警察 The F.B.I. (1965, 1968, 1971)
- チック・タックのフライマン Mr. Terrific (1966)
- 0022アンクルの女 The Girl from U.N.C.L.E. (1966)
- じゃじゃ馬億万長者 The Beverly Hillbillies (1966)
- 家主さんはナイスガイ Hey, Landlord (1967)
- インベーダー The Invaders (1967)
- 0088/ワイルド・ウエスト The Wild Wild West (1967)
- 鬼警部アイアンサイド Ironside (1967)
- ポール・ブライアン Run for Your Life (1967)
- ガンマン無情 The Guns of Will Sonnett (1968)
- かわいい魔女ジニー I Dream of Jeannie (1968)
- ディズニーランド Disneyland (1968, 1974)
- ブロンディ Blondie (1968, 1969)
- モッズ特捜隊 The Mod Squad (1969)
- ネーム・オブ・ザ・ゲーム The Name of the Game (1969, 1970)
- 奥さまは魔女 Bewitched (1969, 1970)
- 恋愛専科 Love, American Style (1969 - 1973)
- ハワイ5-0 Hawaii Five-O (1970)
- 西部二人組 Alias Smith and Jones (1971)
- 秘密捜査官オハラ O'Hara, U.S. Treasury (1972)
- サンフランシスコ捜査線 The Streets of San Francisco (1972)
- 署長マクミラン McMillan & Wife (1972, 1973)
- スターロスト宇宙船アーク（英語版） The Starlost (1973)
- ルーキーズ The Rookies (1975)
- アーチャー Archer (1975)
- 警察物語 Police Story (1975)
- スタスキー&ハッチ Starsky and Hutch (1975)
- 女刑事ペパー Police Woman (1975)
- エラリー・クイーン Ellery Queen (1975)
- チャーリーズ・エンジェル Charlie's Angels (1977)
- ラブ・ボート The Love Boat (1977)
- ファンタジー・アイランド Fantasy Island (1978)
- 原子力超特急スーパートレイン Supertrain (1979)
- Dr.刑事クインシー Quincy M.E. (1979)
- トラック野郎!B・J B.J. and the Bear (1981)
- スリーズ・カンパニー Three's Company (1982)
- アーノルド坊やは人気者 Different Strokes (1982)